# Doljan
Doljan falu Horvátországban, Varasd megyében. Közigazgatásilag Sveti Ilijához tartozik.

## Fekvése
Varasdtól 6 km-re délre, községközpontjától Sveti Ilijától 1 km-re keletre a Drávamenti-síkság szélén  fekszik.

## Története
Doljannak 1857-ben 93, 1910-ben 179 lakosa volt. A falu 1920-ig Varasd vármegye Varasdi járásához tartozott, majd a Szerb-Horvát Királyság része lett. 1992-ben Sveti Ilija lett község központja, addig a hozzá tartozó falvakkal együtt közigazgatásilag Varasd városáshoz tartozott. Doljannak  2001-ben 115 háza és 391 lakosa volt.

## Külső hivatkozások
- A község hivatalos oldala